# Similobates deficiens
Similobates deficiens är en kvalsterart som först beskrevs av Wallwork 1977.  Similobates deficiens ingår i släktet Similobates och familjen Scheloribatidae. Inga underarter finns listade i Catalogue of Life.